# Tazzjana Kapschaj
Tazzjana Kapschaj (belarussisch Таццяна Капшчай, englische Schreibweise Tatsiana Kapshai oder Tatsiana Kapshay; * 9. November 1988) ist eine ehemalige belarussische Tennisspielerin.

## Karriere
Kapschaj spielte auf der ITF Women’s World Tennis Tour, wo sie während ihrer Karriere drei Doppeltitel gewann. 

## Turniersiege

### Doppel
| Nr. | Datum              | Turnier | Kategorie   | Belag | Partnerin               | Finalgegnerinnen                                  | Ergebnis          |
| --- | ------------------ | ------- | ----------- | ----- | ----------------------- | ------------------------------------------------- | ----------------- |
| 1.  | 19. März 2005      | Amiens  | ITF $10.000 | Sand  | Renata Voráčová         | Sanne Van Den Biggelaar Suzanne Van Hartingsveldt | 2:6, 7:65, 6:4    |
| 2.  | 24. September 2005 | Tiflis  | ITF $25.000 | Sand  | Kazjaryna Dsehalewitsch | Karolina Kosińska Tatsiana Uvarova                | 6:0, 7:5          |
| 3.  | 21. Juni 2008      | Turin   | ITF $10.000 | Sand  | Aleksandra Razumova     | Stefania Chieppa Giulia Gatto-Monticone           | 6:74, 6:2, [10:8] |